# Die Aula (Zeitschrift)
Die Aula (Untertitel: Das freiheitliche Magazin) war ein 1951 gegründetes rechtsextremes österreichisches Monatsmagazin, welches 2018 eingestellt wurde. Das Magazin sah sich als Sprachrohr der „national-freiheitlichen“ Studentenverbindungen Österreichs. Medieninhaber war die der FPÖ nahestehende Arbeitsgemeinschaft Freiheitlicher Akademikerverbände Österreichs (FAV). Eigentümer, Herausgeber und Verleger war der Aula-Verlag in Graz.

## Geschichte (Aula 1951–2018)
Die Zeitschrift wurde 1951 als „freiheitliches Akademiker-Mitteilungsblatt des Akademikerverbandes Österreichs“ gegründet. Erster Chefredakteur des Blattes war bis 1963 der ehemalige steirische Landesrat, Südmark-Chefredakteur und NS-Kulturpolitiker Josef Papesch.
Von 1983 bis 1990 war der FPÖ-Politiker Andreas Mölzer Mitglied der Redaktion. In dieser Funktion bewarb Mölzer „den ‚Mumm‘ der Aula, verschiedene Standpunkte […] zu veröffentlichen“. Dieses Argument diente jedoch auch dazu, rechtsextremen Positionen von Autoren wie Norbert Burger, Horst Ludwig (damaliger Vorsitzender der AFP) oder Walter Sucher eine Plattform zu bieten.
Nach dem Bombenattentat in Oberwart (Burgenland) im Februar 1995, bei dem vier Angehörige der Volksgruppe der Roma getötet wurden, ermittelte die Polizei im Umfeld der Aula. Im März 1995 verfügte das Landesgericht Eisenstadt im Zuge der Terrorfahndung nach dem Bombenattentat eine Hausdurchsuchung der Aula-Redaktion und beschlagnahmte die Abonnentenkartei. Die Suche verlief ergebnislos, angeklagt und verurteilt wurde als Einzeltäter Franz Fuchs.
Bereits unmittelbar nach dem Vierfachmord distanzierte sich der damalige FPÖ-Vorsitzende Jörg Haider wegen des dadurch entstandenen medialen Drucks von der Aula. Damals war der Alte Herr der Burschenschaft Brixia und frühere NDP-Aktivist Herwig Nachtmann Chefredakteur der Aula. Im August 1995 wurde Nachtmann wegen Verstoßes gegen das NS-Verbotsgesetz wegen seines Mitte 1994 publizierten Artikels „Naturgesetze gelten für Nazis und Antifaschisten“, in dem er den Holocaust-Leugner Walter Lüftl lobte, rechtskräftig verurteilt. Daraufhin stellten die FPÖ sowie das Land Steiermark alle Förderungen für die Aula ein.
Otto Scrinzi folgte Nachtmann als Chefredakteur nach. Ab Anfang 2004 war Martin Pfeiffer Chefredakteur der Aula.
Aula-Autor war unter anderem der rechtsextreme Publizist und Verschwörungstheoretiker Gerhoch Reisegger. Dieser verstand es 1997, von Kardinal Ratzinger die Erlaubnis zum Abdruck seines 1995 zuerst in Communio erschienenen Aufsatzes „Freiheit und Wahrheit“ in der Monatsschrift Aula der freiheitlichen Akademikerverbände Österreichs zu erwirken, der dann aber in dem Band „1848 – Erbe und Auftrag“ (1998) des Aula-Verlages erfolgte.

### Causa KZ-Überlebende
Gegen die im Juli 2015 in einem Aula-Artikel aufgestellte Behauptung, die Befreiten aus dem KZ Mauthausen seien „raubend und plündernd, mordend und schändend“ durch das Land gezogen, erstattete der Grünen-Abgeordnete Harald Walser Anzeige bei der Staatsanwaltschaft Graz, die das Verfahren jedoch einstellte.
Daraufhin klagten Überlebende und Nachkommen von Überlebenden des Holocausts, darunter Rudolf Gelbard und die Tochter Leon Zelmans, die Zeitschrift zivilrechtlich wegen Ehrenbeleidigung und Kreditschädigung und auf Unterlassung. Unterstützt wurden sie dabei von den Grünen. Am 5. August 2016 erging eine einstweilige Verfügung des Landesgerichts für Zivilrechtssachen Graz: Bis zur rechtskräftigen Entscheidung im Hauptverfahren war es der Aula verboten, „die wörtliche und/oder sinngleiche Behauptung aufzustellen und/oder zu verbreiten, die ehemaligen Häftlinge/Befreiten des KZ Mauthausen, dessen Neben-/Außenlager oder anderer Konzentrationslager seien Massenmörder und/oder für die Bevölkerung eine Landplage gewesen und/oder haben das Land raubend und plündernd, mordend und schändend geplagt und schwerste Verbrechen begangen“. Ein Rekurs der Zeitschrift beim Oberlandesgericht Graz wurde im Oktober 2016 abgewiesen, und auch der Oberste Gerichtshof bestätigte im Jänner 2017 die einstweilige Verfügung.
Im Februar 2017 erging das Urteil des Grazer Landesgerichts für Zivilrechtssachen: Sämtliche Ansprüche der Kläger wurden anerkannt. Das Blatt musste die Beleidigungen von KZ-Überlebenden widerrufen und die Verfahrenskosten übernehmen.
In einem weiteren medienrechtlichen Verfahren, das Harald Walser wegen eines Nachfolgeartikels angestrengt hatte, in dem die inkriminierenden Passagen zitiert wurden, entschied das Gericht gegen die Interessen der überlebenden KZ-Häftlinge. Daher unterstützten die Grünen im Februar 2018 eine Beschwerde des Holocaustüberlebenden Aba Lewit beim Europäischen Gerichtshof für Menschenrechte (EGMR). Im Verfahren Lewit gegen Österreich verurteilte der EGMR die Republik Österreich im Oktober 2019 wegen Verletzung des Artikels 8 der Europäischen Menschenrechtskonvention, da das österreichische Gericht Lewit unzulässigerweise nicht vor diffamierenden Aussagen in dem Aula-Artikel vom Februar 2016 geschützt hat. Österreich ist nun verpflichtet, erneut in der Causa zu entscheiden und bei der Korrektur der Rechtsprechung den beanstandeten Punkt zu berücksichtigen.

### „Quotenmohr“-Eklat und Einstellung der Zeitschrift
Im Mai 2018 sorgte ein Artikel medial für Empörung, in dem Cesár Sampson im Kontext seiner Teilnahme am Eurovision Songcontest als „Quotenmohr“ verunglimpft wurde. Daraufhin brach in der FPÖ eine Debatte über die Zukunft des Blattes aus. Der Freiheitliche Akademikerverband Wien, Niederösterreich und Burgenland (mit 21,6 % Anteil am Aula-Verlag) kündigten ebenso wie der FAV Kärnten (9 %) im Mai 2018 den Rückzug vom Aula-Verlag an. Der mit 36,8 % größte Miteigentümer FAV Steiermark hielt jedoch an der Aula-Mitarbeit fest. Die Eigentümervertreter stellten für Juni 2018 einen grundlegenden Umbau der Aula in Aussicht, auch ein neuer Name war im Gespräch.
„Ich gehe davon aus, dass der Name ‚Aula‘ vom Markt verschwindet“, wurde FPÖ-Generalsekretär Harald Vilimsky am 25. Mai 2018 zitiert. „Die Marke ist so beschädigt, dass sie keine Zukunft hat.“
Am 9. Juni 2018 gab Heinrich Sickl, der Obmann des FAV Steiermark, bekannt, dass die Juni-Ausgabe die letzte gewesen sei, nach dem Sommer soll ein neues Magazin erscheinen.

## Selbstverortung
Die Aula sah sich als „unangepaßtes Monatsmagazin für den unangepaßten Leser“ und trat für „die deutsche Volks- und Kulturgemeinschaft“, das Recht auf Selbstbestimmung der Völker, die Freiheit der Wissenschaft, die Wahrheit in der Forschung und Lehre im Sinne der abendländischen Kulturtradition sowie das Recht auf Privateigentum ein. Die Aula sah sich auch als „freisinniges Diskussionsorgan“, wodurch „zahlreiche verschiedene Stimmen zu Wort kommen“. Dadurch fühlte sie sich der Meinungsvielfalt, die angeblich eine historisch-weltanschauliche Tradition des „Dritten Lagers“ in Österreich sei, neben dem nationalbewussten Element am stärksten verbunden.

## Wahrnehmung von außen
Von österreichischen Sozial- und Politikwissenschaftlern wurde die Aula als rechtsextrem eingestuft. Auch das Dokumentationsarchiv des österreichischen Widerstandes und der ehemalige Informationsdienst gegen Rechtsextremismus stuften die Zeitschrift als rechtsextrem, antisemitisch, antizionistisch und rassistisch ein. Laut dem Journalisten Hans-Henning Scharsach fungierte die Aula als publizistische Kontaktbörse zwischen den Anhängern der FPÖ und dem etablierten Rechtsextremismus. Diese Kontakte wurden auch durch Inserate von rechtsextremen Organisationen wie dem Nationaldemokratischen Hochschul-Bund, dem Grabert Verlag, der Österreichischen Landsmannschaft und der Zeitschrift Unabhängige Nachrichten hergestellt.
Das Bundesamt für Verfassungsschutz und Terrorismusbekämpfung (BVT) erwähnte das „Medienwerk AULA Ausgabe 9/2000“ im Verfassungsschutzbericht 2000, weil darin das Buch „Deutsche Bausteine – Grundlage nationaler Politik“ besprochen und beworben worden war. Es wurde, wegen Verdachts des „Befürwortens, Gutheißens und Verbreitens nationalsozialistischer Ideologie“, Anzeige gemäß dem Verbotsgesetz erstattet.
Im bis 2002 jährlich erscheinenden „Rechtsextremismus-Bericht“ des Innenministeriums, die ein „besonderes Augenmerk“ auf „unterschwellig ausgehende rechtsextreme Ideologieverbreitung im Sinne des Sicherheitspolizeigesetzes“ hat, wurde die Aula im Jahr 2001 erwähnt.

## Beziehungen zu anderen Printmedien
Die Aula wurde auch als Werbeplattform für rechtsextreme Parteien genutzt. So schaltete die NPD in der Ausgabe 2/1999 ein Inserat für ihre Zeitschrift Deutsche Stimme. Von dieser wurde sie 1998 folgendermaßen charakterisiert: „Freiheit, Ehre, Vaterland“, diese Losung der Deutschen Burschenschaft von 1815, die auch in der Moderne nichts an Aktualität eingebüßt hat, kann als Wahlspruch dieses Monatsmagazins aus Deutsch-Österreich gelten. Die professionell aufgemachte Zeitschrift steht der FPÖ und der korporierten Studentenschaft nahe, ohne aber an geistiger Freiheit einzubüßen.
1999 bewarb die Aula die revisionistische und antisemitische Vierteljahresschrift für freie Geschichtsforschung sowie den Verlag Castle Hill Publishers des Holocaustleugners Germar Rudolf.

## Neue Aula 2019
Anfang Oktober 2019 erschien ein Heft der Neuen Aula, die eine Kontinuität mit der Aula von 1951–2018 zeigte. Der frühere Aula-Schriftleiter, der ehemalige Grazer FPÖ-Politiker Martin Pfeiffer, war nun Herausgeber. Medieninhaber und Eigentümer war der oberösterreichische FPÖ-Politiker Albert Engelmann. Zu den Autoren der Neuen Aula zählte unter anderen Fred Duswald, der etwa KZ-Überlebende als „Massenmörder“ und „Landplage“ bezeichnet hatte. SOS-Mitmensch-Sprecher Alexander Pollak bemängelte, dass sich die Neue Aula in altem Gewand präsentiere, es würden die rechtsextremen Identitären verteidigt, der Überfall Deutschlands auf Polen im Jahr 1939 als Auslöser des Zweiten Weltkriegs in Zweifel gezogen und anderes mehr. Pollak forderte von FPÖ-Chef Norbert Hofer, zu seiner Ankündigung zu stehen, FPÖ-Mitglieder, die für die Aula schreiben, aus der Partei auszuschließen. Engelmann trat daraufhin aus der Partei aus, und die FPÖ erklärte, dass Pfeiffer bereits seit September 2019 nicht mehr Parteimitglied sei. Am 23. Oktober 2019 wurde die Neuen Aula laut Medieninhaber aus finanziellen Gründen nach nur einer Ausgabe eingestellt.
Als weiterer Nachfolger gilt das Magazin Freilich.